# Eduard Schaubert

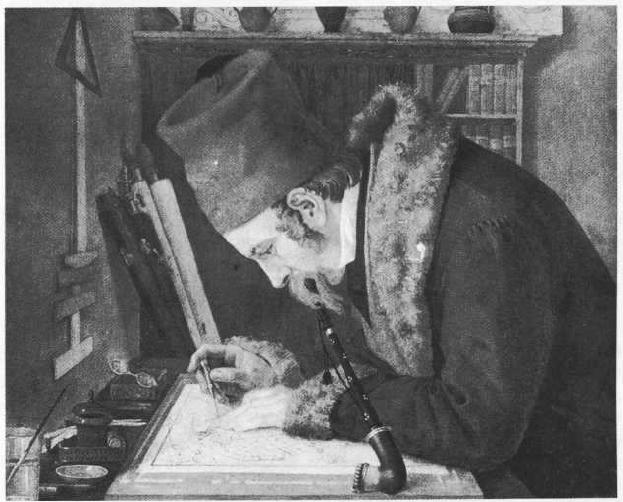
Eduard Schaubert, Gemälde von Christian Hansen oder Carl Rahl, um 1834

Gustav Eduard Schaubert (* 27. Juli 1804 in Breslau; † 30. März 1860 ebenda) war ein preußischer Architekt, der wesentlichen Anteil an der Neugestaltung der griechischen Hauptstadt Athen nach der Griechischen Revolution hatte und damit wichtige Impulse für die moderne griechische Architektur gab.

## Leben
Schaubert studierte in Breslau und an der Berliner Bauakademie, wo er Schüler von Karl Friedrich Schinkel war. 

### Stadtplanung von Athen

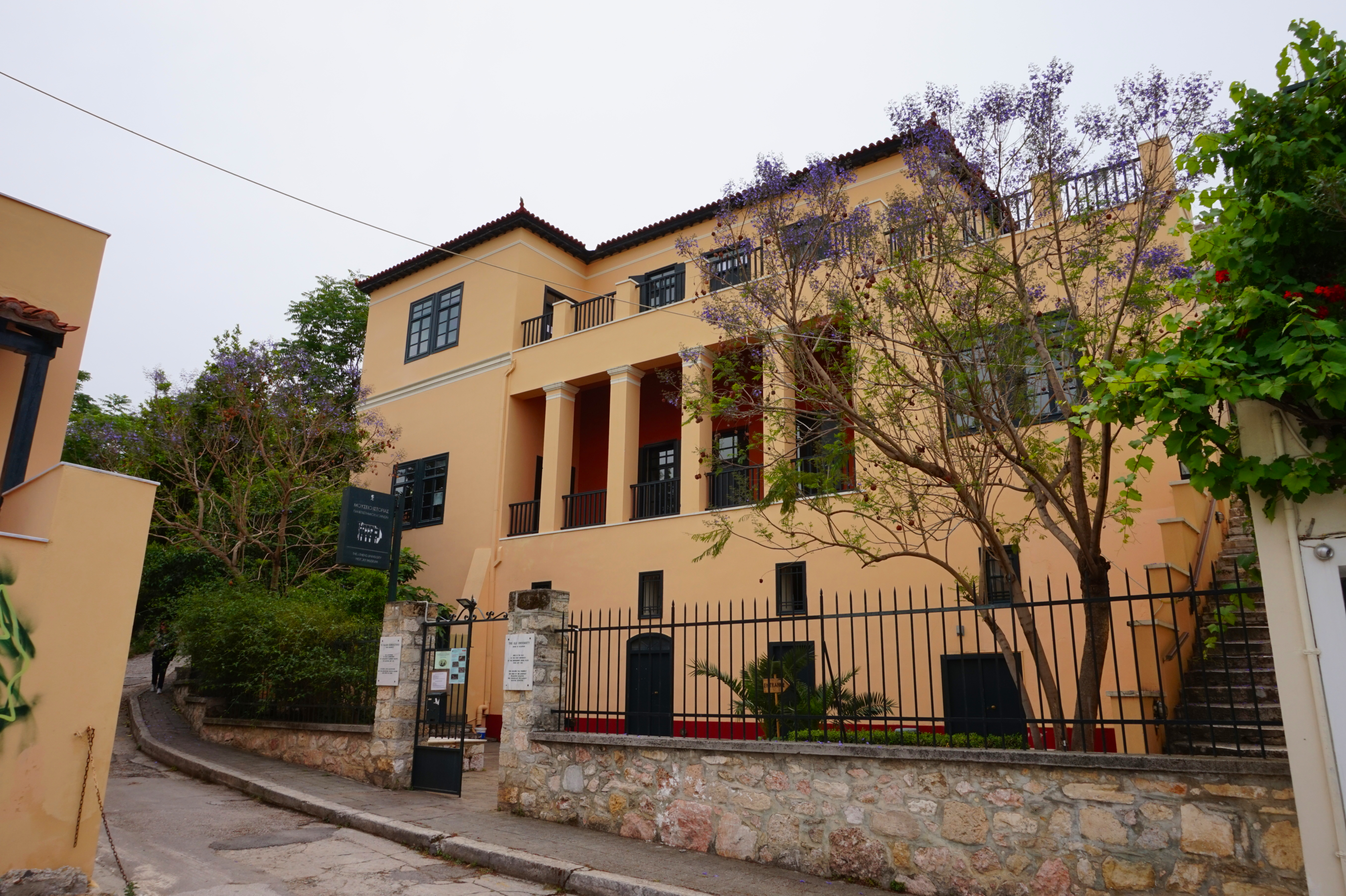
Das Gebäude des Architekturbüros von Kleanthis & Schaubert, heute Museum der Universität Athen

Mit seinem Studienfreund Stamatios Kleanthis gehörte er zu den Pionieren der städtischen Entwicklung des 19. Jahrhunderts in Griechenland; nach ihrer Ausbildung in Berlin unter Karl Friedrich Schinkel begannen die beiden Architekten unter Ioannis Kapodistrias ihre berufliche Laufbahn in Athen. 1831 erstellten sie eine topografische Karte Athens mit den antiken Ruinen, den byzantinischen Kirchen und den Gebäuden der alten Stadt. Diese sehr detaillierte Karte diente als Grundlage für den Aufbau einer modernen Hauptstadt.
Die Grundorientierung der neuen Stadtanlage, die unter Schutz der Altstadt nördlich der antiken Stadt angelegt wurde, zeigt eine regelmäßige Erweiterung nördlich der Akropolis und der Altstadt in Form eines Dreiecks mit Plätzen an dessen Ecken. So entstand ein klassizistisches Stadtbild mit strahlenförmigen Hauptblicken und Durchblicken zur Akropolis und zur Kapnikarea-Kirche. Der Grundriss berücksichtigt antike Ausgrabungen wie die Akropolis und verbindet Ideen des Absolutismus wie etwa die Ausrichtung auf das zu bauende königliche Schloss (wie in Karlsruhe) mit denen des Philhellenismus (Einbeziehung archäologischer Stätten und Überformung der mittelalterlichen Stadt). Obwohl dieser Plan Änderungen unterworfen wurde, namentlich durch Leo von Klenze (1784–1864), den Architekten König Ludwigs von Bayern, wurde der Entwurf ausgeführt und diente später als Modell vor allem für die Städte Piräus und Eretria.

### Stadtplanung von Piräus und Eretria
Nachdem er zusammen mit Kleanthes die Planung für Piräus erstellt hatte, entwarf Schaubert allein die Pläne für Eretria. Er konzipierte eine planmäßig angelegte Stadt für 10.000 Einwohner. Sein Plan war durch eine Öffnung zur Bucht charakterisiert, die als Hafen diente, sowie durch die Einbeziehung der wichtigsten archäologischen Stätten. Wie in Athen plante er verschiedene Blickpunkte entlang der Nord-Süd-Achse zwischen Rathaus, Markt (agora), Kirche und der Akropolis, aber auch zwischen der Marineschule und Bibliothek, die auf der Achse des antiken Theaters angeordnet wurden.

### Archäologische Tätigkeiten
1836 war Schaubert mit Hans Christian Hansen unter der Leitung des Archäologen Ludwig Ross an der Wiederherstellung des Niketempels auf der Akropolis beteiligt. Der Niketempel wurde in Deutschland für die kunstgeschichtliche Forschung bekannt, als Ross, Schaubert und Hansen 1839 in Berlin gemeinsam ein Buch über die Ausgrabungen und die Wiedererrichtung des Bauwerkes veröffentlichten.
1845/1846 führte Schaubert im Auftrage von Ludwig Ross die Ausgrabung des sogenannten „Grabes des Koroibos“ durch. Antike Quellen überliefern Koroibos von Elis als erste Sieger im olympischen Stadionlauf. Sein wohl fiktive Sieg im Jahr 776 v. Chr. begründet die antiken Olympiadenzählung und ist das früheste antik überlieferte historische Datum der europäischen Geschichte. Finanziert wurden die Grabungsarbeiten am sog. Koroibos-Grab von dem preußischen König Friedrich Wilhelm IV., damit ist Schauberts Ausgrabung ein Vorläufer der deutschen Olympiagrabungen.
Ihr Architekturbüro richteten sich Schaubert und Kleanthis im Athener Stadtbezirk Plaka in der Tholos-Straße ein; das Gebäude beherbergt heute das Museum der Universität Athen.

## Schriften
- mit Ludwig Ross und Christian Hansen: Die Akropolis von Athen nach den neuesten Ausgrabungen. Abt. I: Der Tempel der Nike Apteros. Berlin 1839 (Digitalisat der UB Heidelberg).